# Japan-Zwergschilf
Das Japan-Zwergschilf (Hakonechloa macra) ist eine Pflanzenart aus der Familie der Süßgräser (Poaceae). Sie ist die einzige Art der Gattung Zwergschilf (Hakonechloa).

## Beschreibung
Das Japan-Zwergschilf ist eine ausdauernde, krautige Pflanze, die Wuchshöhen von 30 bis 75 Zentimeter erreicht. Die Art bildet unterirdische Ausläufer. Die Blattspreiten sind lanzettlich, 4 bis 25 Zentimeter lang, 5 bis 15 Millimeter breit und haben eine feine Spitze. Die Rispe ist locker. Die Ährchen sind 3- bis 5-blütig und 1 bis 2 Zentimeter lang.
Die Blütezeit dauert von August bis Oktober.

## Vorkommen
Das Japan-Zwergschilf kommt in Mittel-Japan auf Ost-Honshū auf feuchten Felsklippen im Gebirgswald vor.

## Nutzung
Das Japan-Zwergschilf wird als Zierpflanze für Steingärten und Rabatten genutzt.

## Belege
- Eckehart Jäger, Friedrich Ebel, Peter Hanelt, Gerd K. Müller (Hrsg.): Rothmaler – Exkursionsflora von Deutschland. Band 5: Krautige Zier- und Nutzpflanzen. Spektrum Akademischer Verlag, Berlin Heidelberg 2008, ISBN 978-3-8274-0918-8.